# کیکو-زاکورا
کیکو-زاکورا (به ژاپنی: 菊桜 キクザクラ kiku-zakura) نام علمی
(Cerasus lannesiana 'Chrysanthemoides' Miyoshi) نام یک نوع درخت ساکورای باغی است. شروع کاشت این درخت در اواسط دوره ادو در استان اوکایاما ثبت شده‌است. گل و برگ این درخت به‌طور همزمان سبز می‌شود.

## ویژگی گل

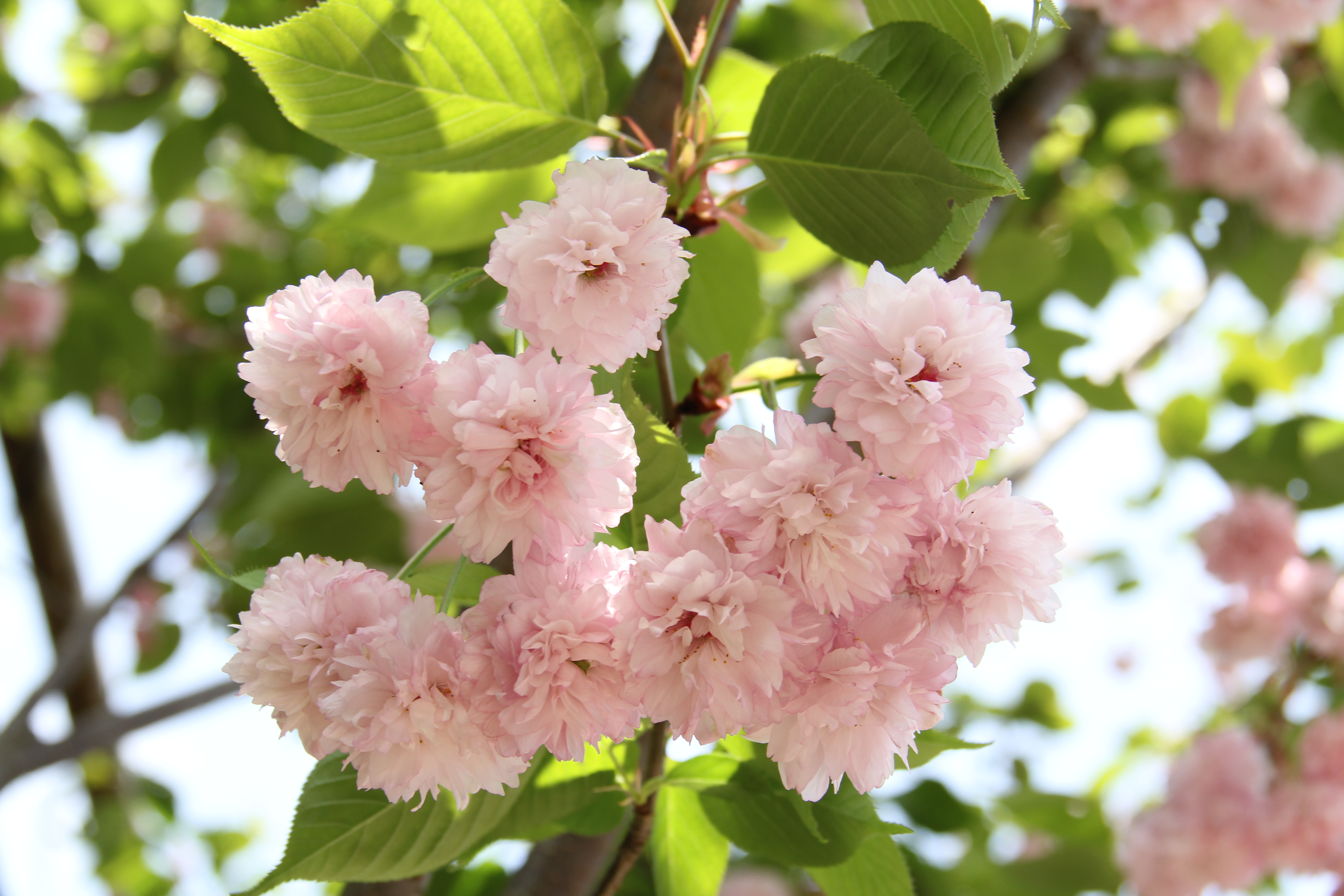

- تعداد گلبرگ: ۱۰۰–۲۰۰ عدد
- رنگ:صورتی کمرنگ
- قطر گل: ۳٫۴ تا ۴٫۲ سانتیمتر
- زمان گل‌دهی:اواخر ماه آوریل